# Ореол
Ореол в иконографията и религиите e светъл кръг, обкръжаващ главата на светци, ангели, Христос, Буда и т.н. Изобразяването на ореоли се използа в повечето религии, за да покаже светостта. Обикновено ореолите са в жълти или златисти, както и бели цветове. В Тибетския будизъм ореоли и нимбове се изобразяват около будистките светци като Миларепа, Падмасамбхава, както и боговете.
- Икона на архангел Гавраил.
- Медитиращ Буда.
- Почитаемия Хсуан Хуа, медитиращ в лотос. Хонконг, 1953.